# Маюскул

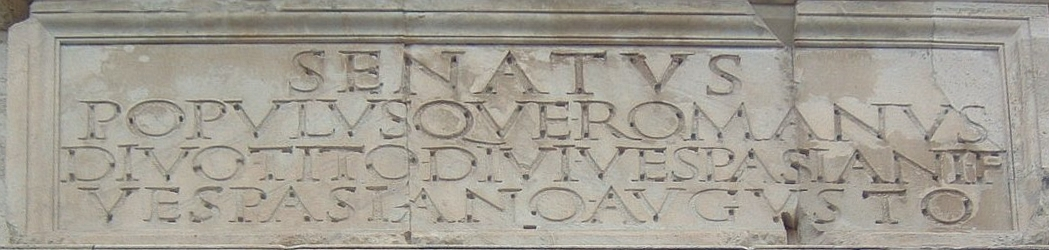
Зразок римського маюскульного шрифту на Тріумфальній арці Тита

Маю́скул — алфавітне письмо, літери якого мають однакову висоту та перебувають у межах двох уявних паралельних ліній і не мають верхніх та нижніх виносних елементів. За формою — це великі літери. Наприклад: ЦЕЙ ТЕКСТ НАПИСАНО МАЮСКУЛОМ. Протилежним до маюскульного письма є мінускульне.

## Застосування
Текст великими літерами можна побачити в юридичних документах, рекламних оголошеннях, заголовках газет і на обкладинках книг. Короткі рядки слів великими літерами здаються сміливішими і «голоснішими», ніж звичайний текст, і такий спосіб написання іноді називають «криком». Усі великі літери також часто використовують в абревіатурах. Окрім цього, текст, написаний великими літерами, поширений у коміксах, а також у старих телепринтерах і системах радіопередачі.
Наукові дослідження з читабельності та розбірливості тексту, написаного великими літерами, що проводилися з 20-го століття, загалом показали, що текст, набраний великими літерами, менш розбірливий і читабельний, ніж текст у нижньому регістрі. Крім того, перехід на всі великі літери може призвести до того, що текст виглядатиме різким і неприємним з культурних причин, оскільки всі великі літери часто використовуються, щоб вказати, що мовець кричить.